# Vlasta Zabukovec
Vlasta Zabukovec, slovenska psihologinja. * 14. november 1959, Novo mesto.
Na Oddelku za bibliotekarstvo, informacijsko znanost in knjigarstvo Filozofske fakultete Univerze v Ljubljani predava kognitivno in razvojno psihologijo.